# Who's Afraid of Red, Yellow and Blue

Who's Afraid of Red, Yellow and Blue I

Who's Afraid of Red, Yellow and Blue é uma série de quatro pinturas em grande escala de Barnett Newman, pintadas entre 1966 e 1970. Duas delas foram alvo de vandalismo em museus. O nome da série foi uma referência a Who's Afraid of Virginia Woolf?, a peça de 1962 de Edward Albee, que tinha referência a "Who's Afraid of the Big Bad Wolf?", a música de 1933 imortalizada nos desenhos da Disney.
Barnett Newman começou a primeira pintura da série sem uma noção preconcebida do assunto ou do resultado; ele só queria que fosse diferente do que já tinha feito até então, e que fosse assimétrico. Contudo, após pintar a tela de vermelho, percebeu que apenas as outras cores primárias, amarelo e azul, funcionariam com ela; isso levou a um confronto inerente com as obras de De Stijl, e especialmente Piet Mondriaan, que na opinião de Newman transformou a combinação das três cores em uma ideia didática ao invés de um meio de expressão em liberdade.

## Who's Afraid of Red, Yellow and Blue I
Esta pintura a óleo de 1966 mede 190 por 122 cm, tornando-se a menor das quatro. Foi dedicada a Jasper Johns e foi o tema de uma instalação de 2006 de Robert Irwin na Pace Gallery. Foi também, a peça principal da exposição de 2007: Who's Afraid of Red, Yellow and Blue?: Positionen der Farbfeldmalerei na Staatliche Kunsthalle Baden-Baden e está em uma coleção particular.

## Who's Afraid of Red, Yellow and Blue II

Who’s Afraid of Red, Yellow and Blue II

Esta tinta acrílica sobre a tela de 1967 faz parte da coleção da Staatsgalerie Stuttgart. Mede aproximadamente 305 x 259 cm.
We Are Not Afraid, de Philip Taaffe, de 1985, é abertamente reconhecido como uma resposta e homenagem às pinturas de Newman, especialmente Who's Afraid of Red, Yellow and Blue II, combinando com o layout básico e dimensões.

## Who's Afraid of Red, Yellow and Blue III
Medindo 224 por 544 cm, esta pintura de 1967 faz parte da coleção do Museu Stedelijk em Amsterdã. Foi atacada com uma faca por Gerard Jan van Bladeren em 1986 e restaurada por Daniel Goldreyer em 1991. A restauração custou, inicialmente, cerca de US$400.000, mas foi fortemente atacada por críticos que alegaram que nuances sutis nas três seções monocromáticas haviam sido perdidas e que Goldreyer havia usado tintas de casa e um rolo. Segundo os críticos, a pintura foi destruída duas vezes: primeiro durante o ataque e novamente durante a restauração. Goldreyer entrou com uma ação de US$125 milhões contra a cidade de Amsterdã e o Museu, alegando que sua reputação foi prejudicada.

Who's Afraid of Red, Yellow and Blue III

Após ações judiciais, acordos e outras restaurações, o custo final do ataque foi estimado em cerca de US$1 milhão. O concelho 
da cidade de Amsterdã pediu um relatório forense completo sobre a controversa restauração. Quando o relatório foi concluído, a cidade de Amsterdã e Goldreyer concordaram em mantê-lo em sigilo, como parte de um acordo. Mas, quase 20 anos depois, em 11 de setembro de 2013, o Raad van State decidiu que o relatório deveria ser divulgado pelo governo de Amsterdã em seis semanas. Uma semana depois, o jornal Volkskrant publicou as principais conclusões do relatório. Confirmou que Goldreyer realmente repintou toda a seção vermelha com tinta acrílica e usou um rolo para adicionar duas camadas de verniz à pintura (inicialmente sem verniz). De acordo com o jornal, a restauração de Goldreyer "destruiu para sempre" o trabalho de Newman. A pintura foi exposta novamente no Museu Stedelijk em 2014.
Wim Beeren, diretor do Museu Stedelijk na época do ataque de 1986, revelou em uma entrevista que Van Bladeren não estava satisfeito com a restauração e ligou para o museu para alertar seu sucessor Rudi Fuchs sobre um segundo ataque. Van Bladeren entrou no museu pela segunda vez em 1997 para cumprir suas intenções de desfigurar Who's Afraid of Red, Yellow and Blue III, mas não conseguiu localizar a pintura. Em vez disso, ele optou por atacar uma pintura diferente de Barnett Newman chamada Cathedra, que ele cortou de maneira semelhante ao seu primeiro ataque. Beeren lembrou que a pintura, que não estava em exibição na época, estava em um depósito.

## Who's Afraid of Red, Yellow and Blue IV

Who's Afraid of Red, Yellow and Blue IV

Who's Afraid of Red, Yellow and Blue IV foi criado em 1969–1970 e é o último grande trabalho de Barnett Newman. O óleo sobre a tela mede 274 por 603 cm. Pertence à coleção da Nationalgalerie de Berlim, que o comprou em 1982 da viúva de Newman por 2,7 milhões de marcos alemães (cerca de 1 milhão de dólares americanos), parcialmente com fundos arrecadados pelo público. Foi atacado em 13 de abril de 1982, dias antes de ser apresentado ao público, por Josef Nikolaus Kleer, um estudante de 29 anos que alegou que o quadro era uma "perversão da bandeira alemã" (a pintura tem faixas verticais de vermelho, amarelo e azul, enquanto a bandeira alemã tem listras horizontais em preto, vermelho e amarelo), e que suas ações completaram a obra, uma referência ao título da pintura. A restauração durou dois anos.

## Legado
A série The Who's Afraid of alcançou um status icônico no mundo da arte moderna e contemporânea e tem sido a inspiração para muitas obras de arte e exposições.
- Brice Marden criou uma série de trabalhos em vermelho, amarelo e azul no início dos anos 1970, influenciados por Mondrian e por essas pinturas de Newman.[19]
- A exposição de 2012 de Kerry James Marshall "Who’s Afraid of Red, Black and Green" faz referência direta aos trabalhos de Newman.[20]
- Em 2012, La Maison Rouge organizou uma exposição de arte neon, intitulada Neon, Who’s afraid of red, yellow and blue?
- Um documentário de 2018, The End of Fear, detalhou as tentativas de restauração e ataque ao Who's Afraid of Red, Yellow and Blue III. A pintura foi "reproduzida" com uma tela branca (a reprodução real se mostrou impossível já que o artista não era Newman e a pintura foi perdida para sempre — não poderia ser reproduzida).
- 99% Invisible, um podcast de Roman Mars que relata os aspectos invisíveis e negligenciados de design, arquitetura e atividade no mundo, detalhou o primeiro ataque, tentativas de restauração e a tentativa do segundo ataque em Who's Afraid of Red, Yellow and Blue III em um episódio de 2019 intitulado The Many Deaths of a Painting.